# Marcel Durliat
Marcel Durliat (Anjoutey, Territori de Belfort, 2 d'octubre del 1917 - Tolosa de Llenguadoc, 26 de desembre del 2006) va ser un historiador de l'art, professor de la Universitat de Toulouse-Le Mirail, col·laborador de l'Académie des inscriptions et belles-lettres i autor de llibres sobre l'art romànic.

## Biografia
Després de passar per l'École Normale d'Instituteurs de Vesoul (1930-1935), el 1938 començà a estudiar a l'EN Supérieure de Saint-Cloud. Després d'una llicenciatura en història i un doctorat en literatura, el 1945 obtingué una agregadoria en història. Demanà plaça a Perpinyà, d'on era la seva esposa, i del 1945 al 1954 va ser professor al Lycée Arago de Perpinyà. Es va interessar per l'escultura romànica al Rosselló, i va començar a publicar sobre aquest tema des de 1948. Fou nomenat Conservador dels objectes d'art i antiguitats dels Pirineus Orientals, i el president del Consell General, Louis Noguères el comissionà perquè inventariés les esglésies del departament. A poc a poc es va convertir en l'especialista indiscutible de l'art medieval al sud de França i Espanya. El 1954 esdevingué professor a la Facultat de lletres de Tolosa, universitat on - ja amb el nom de Toulouse-Le Mirail, va exercir fins a 1979. El 1962, ja catedràtic d'Història de l'Art Medieval, defensà la tesi doctoral L'art dans le royaume de Majorque, les débuts de l'art gothique en Roussillon. Amb gran eloqüència i passió comunicativa, les seves paraules eren seguides pels assistents no només en les seves classes, sinó en conferències arreu.

## Publicacions
- L'architecture espagnole.  Toulouse: Privat, 1966 (coll. Monde iberique).
- Art catalan.  París: Arthaud, 196 (coll. Art et paysages, 21).
  -  L'art català.  Barcelona: Juventud, 1967.
- L'Art dans le royaume de Majorque.  Toulouse: Privat, 1962.
  -  L'Art en el regne de Mallorca.  Mallorca: Editorial Moll, 1964 (col. Els Treballs i els dies, 1).
- L'art roman.  París: Éditions d'art Lucien Mazenod, 1982 (coll. Art et les grandes civilisations, 12). ISBN 2850880124.
- L'Art roman en Espagne.  París: Braun, 1962.
- L'Art roman en France (sous la direction de Marcel AUBERT), Paris, Flammarion, 1961
- Arts anciens du Roussillon: Peinture.  Perpinyà: Conseil Général des Pyrénées-Orientales, 1954.
- Des barbares à l'an mil.  París: Éditions Citadelles & Mazenod, 1985 (coll. Art et les grandes civilisations). ISBN 9782850880209.
- Cathédrale Saint-Jean-Baptiste, Perpignan.  Lyon: Lescuyer, s.d. (1971?).
- Christs romans.  Perpinyà: Éd. de la Tramontane, 1956.
- L'Église Saint-Jacques, Perpignan.  Perpinyà: Imp. Sinthe, 1974.
- Deffontaines, Pierre; Durliat, Marcel. Espagne du Levant: Catalogne, Baléares, Valence.  París: Arthaud, 1957.
- Existeix un romànic català? Reflexions sobre l'arquitectura catalana del segle XI.  Barcelona: Manuel Barbié i Artur Ramon, 1988 (col. Opera minora, 3).
- Haut-Languedoc Roman.  La Pierre-qui-Vire: Zodiaque, 1978 (coll. La Nuit des temps, 49).
- Histoire de Toulouse (sous la direction de Philippe WOLFF), Toulouse, Privat, 1974
- Histoire du Roussillon.  París: Presses universitaires de France, 1962 (coll. Que sais-je?, 1020).
- Introducción al arte medieval en Occidente.  Madrid: Cátedra, 1979 (col. Cuadernos de arte Cátedra, 6). ISBN 8437601789.
- Languedoc méditerranéen et Roussillon.  Grenoble: Arthaud, 1968 (Le monde en images).
- Le Prieuré de Serrabone.  París: Société française d'archéologie, 1956.
- Les Pyrénées: de la montagne à l'homme (sous la direction de François TAILLEFER), Toulouse, Privat, 1974
- Durliat, Marcel; Allègre, Victor. Pyrénées romanes.  La Pierre-qui-Vire: Zodiaque, 1969 (coll. La Nuit des temps, 30).
- Roussillon roman.  La Pierre-qui-Vire: Zodiaque, 1958 (coll. La Nuit des temps, 7).
  -  El Rosselló romànic.  Barcelona: Publicacions de l'Abadia de Montserrat, 1973 (col. Biblioteca Abat Oliba, 4). ISBN 8472021777.
- La Sculpture romane en Cerdagne.  Perpinyà: Éd. de la Tramontane, 1957.
- La Sculpture romane en Roussillon.  Perpinyà: Éd. de la Tramontane, 1948-1957. 4 vol.
- Larressingle, Toulouse, Privat
- La sculpture romane de la route de Saint-Jacques: de Conques à Compostelle.  Mont-de-Marsan: Comité d'études sur l'histoire et l'art de la Gascogne, 1990. ISBN 9782950158413.